# Templo romano de Château-Bas
El templo romano de Château-Bas es un antiguo templo romano ubicado en Vernègues, una localidad y comuna de Francia, en la región de Provenza-Alpes-Costa Azul.

## Historia
Es una edificación construida a finales del siglo I a. C.. Fue catalogado en el año 1840 como Monumento histórico de Francia. Sus restos actuales están ubicados en un viñedo denominado Château-Bas, con el que recibe su nombre contemporáneo, ubicado en la carretera entre Vernègues y Cazan, otra zona del pueblo.

## Descripción y arquitectura
El templo, ubicado en el centro de un recinto sagrado semicircular, se reduce hoy a unas pocas ruinas que albergan una gran columna estriada coronada por un capitel con hojas de acanto, una pilastra ubicada en una esquina de la cella, también coronada con hojas de acanto, y las paredes del sótano de la propia cella. Posterior a su construcción, en el siglo XII se llegó a construir una pequeña capilla románica, la capilla de Saint-Cézaire en Château-Basque, que se apoyó en el muro oriental del templo romano y que usó varias de las piedras originales del templo para su formación.
El templo formaba parte de un santuario extraurbano en el territorio de la colonia romana de Aquae Sextiae (Aix-en-Provence), dispuesto en al menos dos terrazas, ubicado en el centro de un recinto sagrado semicircular y frente a un manantial que fue probablemente el elemento fundador del culto.

## Galería de imágenes

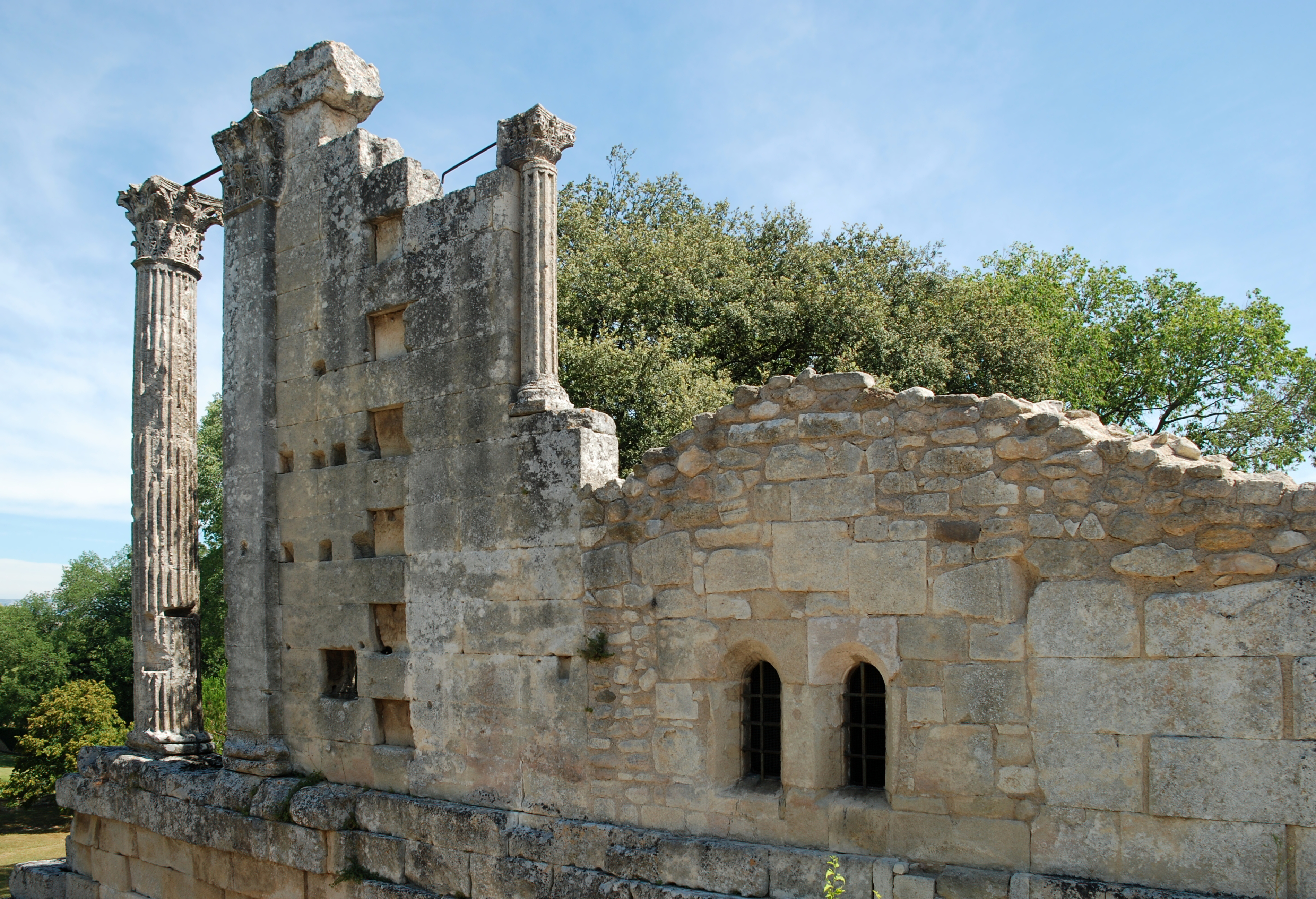
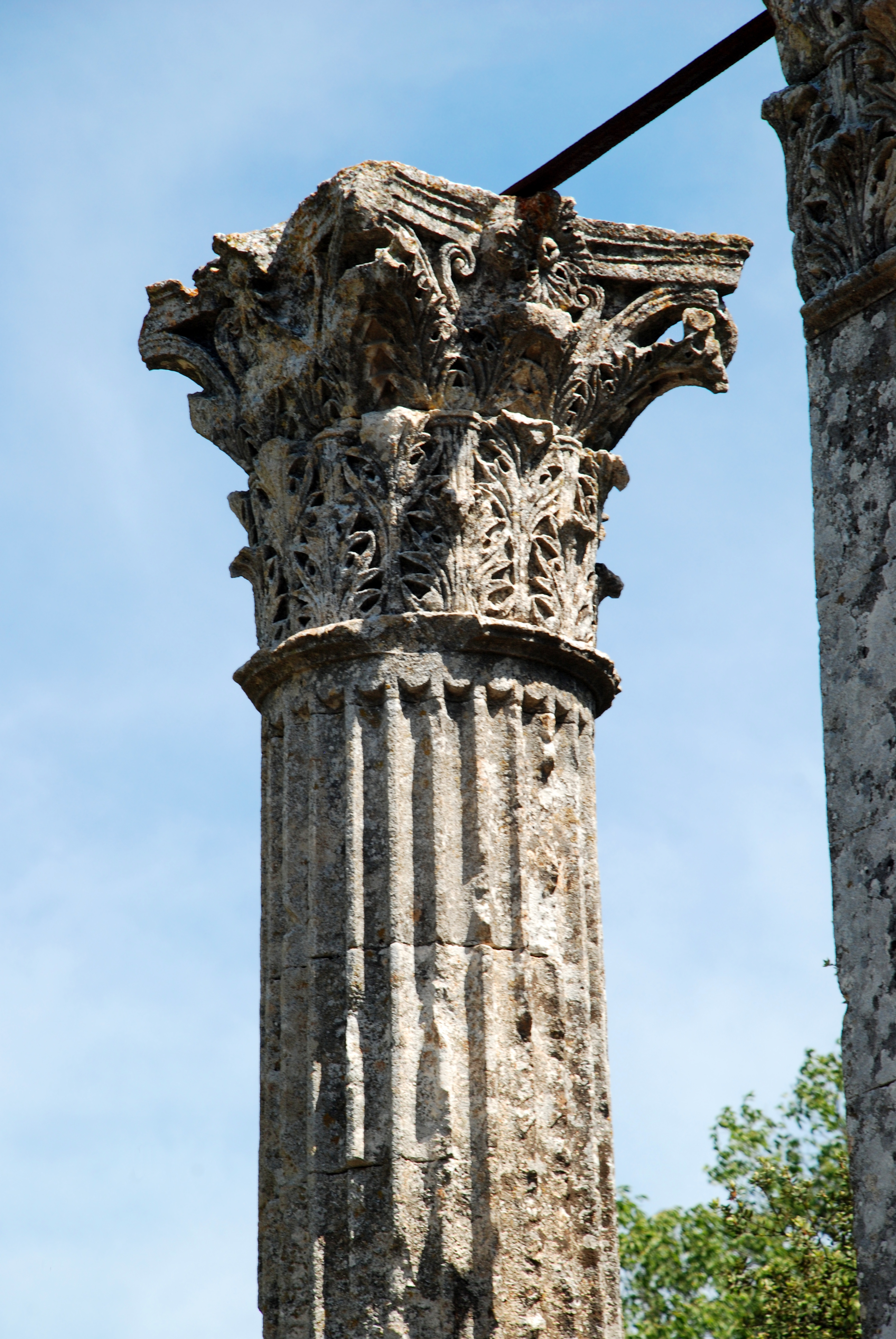
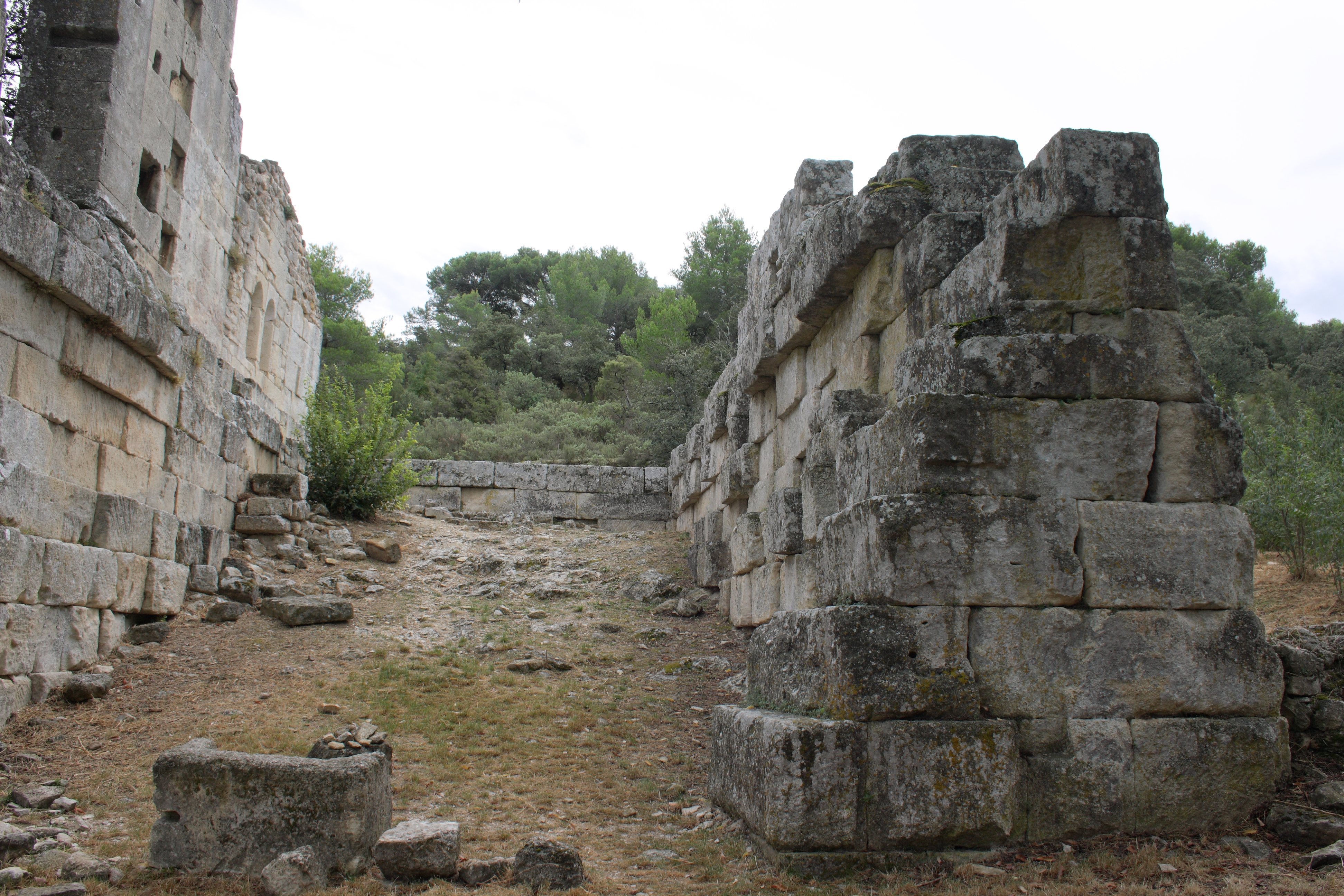
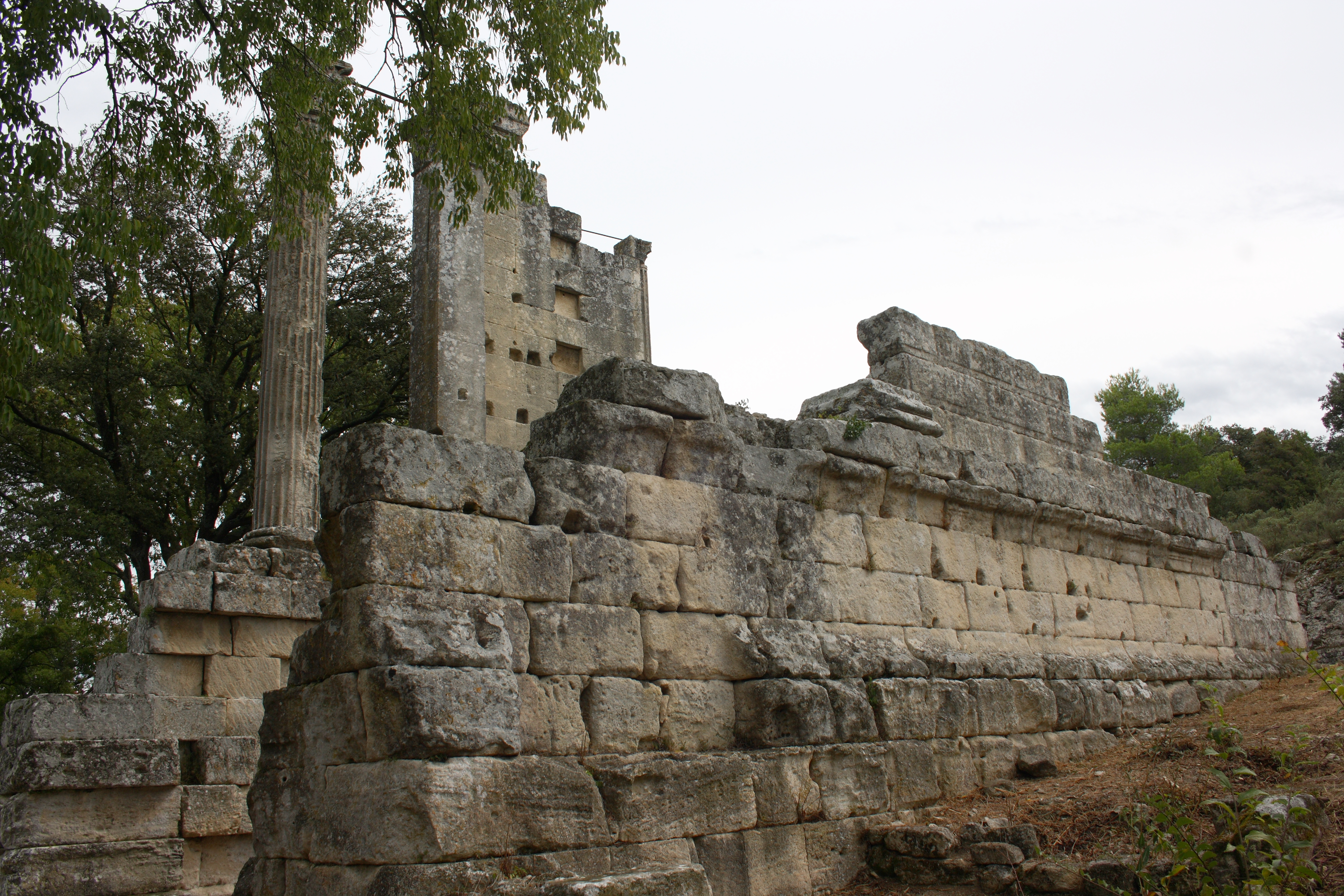
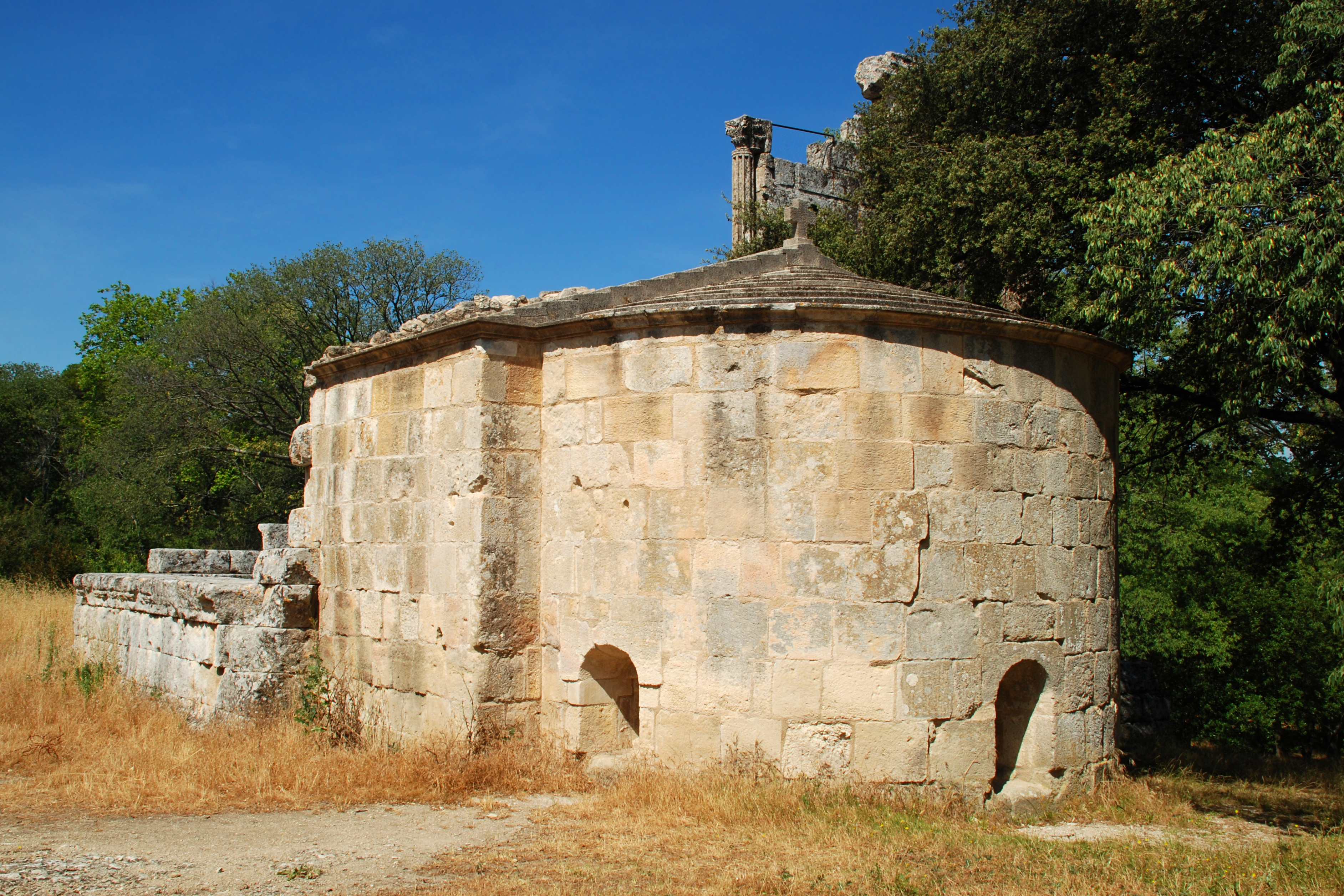